# Liste der Monuments historiques in Marmagne (Côte-d’Or)
Die Liste der Monuments historiques in Marmagne führt die Monuments historiques in der französischen Gemeinde Marmagne auf.

## Liste der Immobilien
| Bezeichnung                                 | Beschreibung | Standort                     | Kennzeichnung | Schutzstatus | Datum | Bild           |
| ------------------------------------------- | --- | ---------------------------- | ------------- | ------------ | ----- | -------------- |
| Kirche Notre Dame-de-l’Immaculée-Conception | aus dem 13. Jahrhundert | Route de Dijon (Lage)        | PA00112530    | Inscrit      | 1947  | weitere Bilder |
| Abtei Fontenay                              | Zisterzienserkloster, 1118 durch den Bernhard von Clairvaux gegründet, nach der Französischen Revolution aufgehoben und als Nationalgut verkauft, seit 1906 wiederhergestellt; Gebäudebestand vom 12. bis zum 18. Jahrhundert | nordöstlich des Ortes (Lage) | PA00112529    | Classé       | 1862  | weitere Bilder |

## Liste der Objekte
| Bezeichnung                            | Beschreibung                                  | Standort                               | Kennzeichnung | Schutzstatus | Datum | Bild           |
| -------------------------------------- | --------------------------------------------- | -------------------------------------- | ------------- | ------------ | ----- | -------------- |
| Skulptur Madonna mit Kind              | Kalkstein, zweite Hälfte des 13. Jahrhunderts | in der Abteikirche von Fontenay (Lage) | PM21001429    | Classé       | 1919  | weitere Bilder |
| Skulptur Heiliger Sebastian            | Kalkstein, 16. Jahrhundert                    | in der Abtei Fontenay (Lage)           | PM21001430    | Classé       | 1959  |                |
| Skulptur Heiliger Leonhard von Limoges | Kalkstein, farbig gefasst, 16. Jahrhundert    | in der Abtei Fontenay (Lage)           | PM21001431    | Classé       | 1959  |                |